# Eustazio Dafnomele
Eustazio Dafnomele in greco Εὐστάθιος Δαφνομήλης? (fl. XI secolo) è stato uno stratego e patrikios bizantino che si è distinto nella conquista bizantina della Bulgaria. È considerato uno dei generali più importanti e di successo nella guerra trentennale tra l'imperatore Basilio II (regno 976-1025) e Samuele di Bulgaria (r. 997-1014), contribuendo a porre fine al lungo conflitto con l'accecamento e la cattura dell'ultimo leader bulgaro, Ivats, nel 1018.

## Biografia
La fonte principale che descrive la vita di Dafnomele e le campagne bulgare (986-1018) dell'imperatore Basilio II è la Synopsis Historion di Giovanni Scilitze della fine dell'XI secolo, la cui cronologia è spesso difficile da ricostruire. Dafnomele proveniva dall'aristocrazia terriera dell'Asia Minore, che per secoli aveva formato l'élite militare bizantina. La storiografia tradizionale individua la sua prima apparizione intorno al 1005, quando il porto adriatico di Dyrrhachium sarebbe stato ceduto ai Bizantini da Giovanni Criselio, un magnate locale. Dafnomele, a capo di una flotta, prese possesso della città. Data la narrazione cronologicamente poco chiara di Scilitze, tuttavia, è possibile che questo episodio rifletta la sua successiva nomina (dopo il 1018) a strategos (governatore militare) della città.

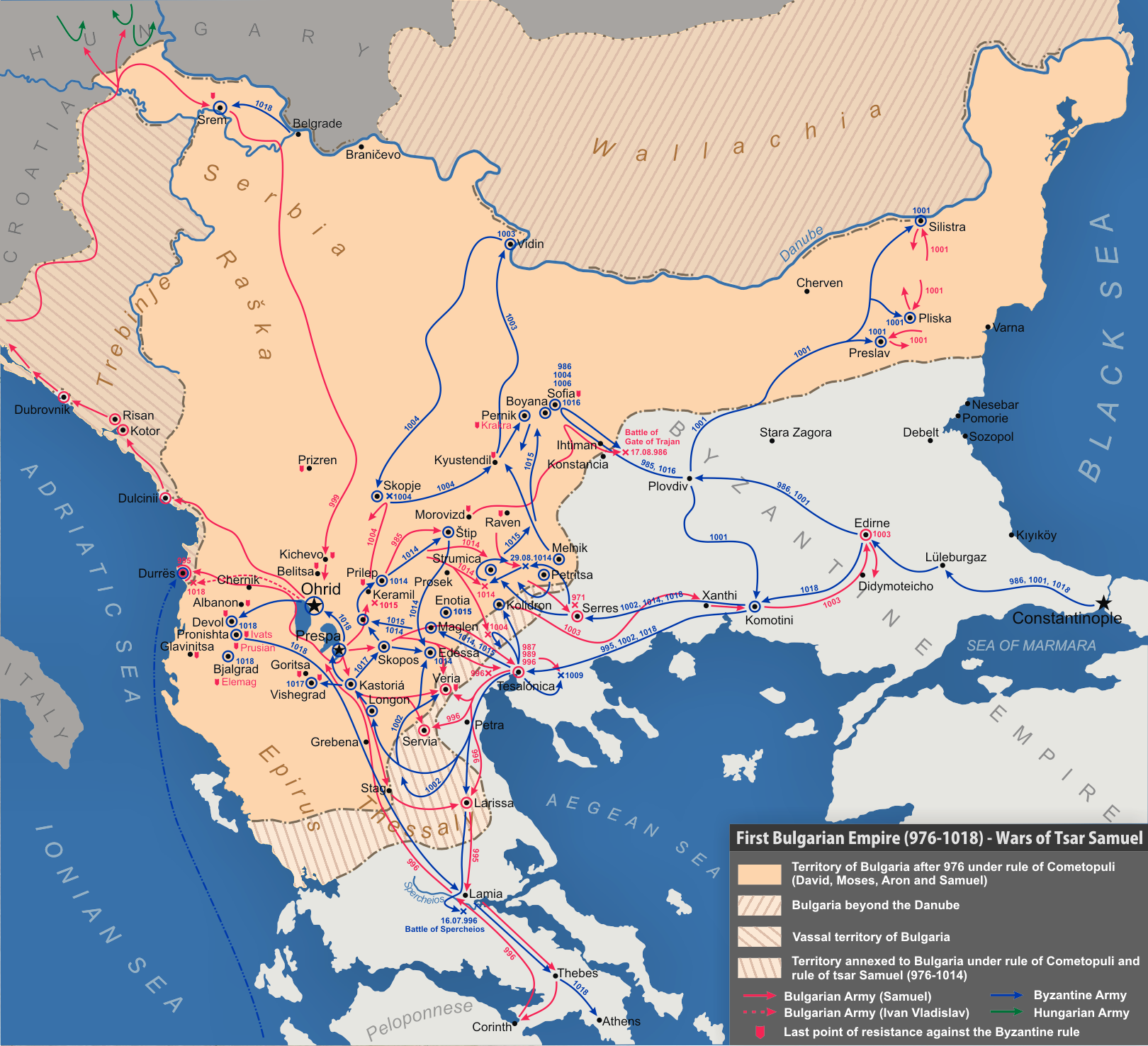
Mappa delle guerre bulgaro-bizantine al tempo dell'imperatore Basilio II e dello zar Samuele di Bulgaria

Dafnomele partecipò ai successivi conflitti contro lo zar Samuele, ma la sua impresa più grande fu la cattura del leader bulgaro Ivats nel 1018, per la quale gli viene attribuita una posizione di rilievo nell'opera di Scilitze. In seguito alla sconfitta nella battaglia di Kleidion del 1015, la resistenza bulgara cominciò a collassare. Nel 1018, la maggior parte dei comandanti bulgari si era arresa e solo Ivats, che si era ritirato con i suoi seguaci nella fortezza reale di Pronishte, una posizione di altopiano naturalmente forte e difendibile, continuò a resistere. Egli ignorò sia i tentativi di corruzione che le minacce dei Bizantini e per 55 giorni l'esercito bizantino sotto il comando dell'imperatore Basilio II rimase accampato a Deabolis, nelle vicinanze, in attesa della sua resa. A quel punto, mentre la folla locale si radunava al palazzo di Ivats per la festività della Dormizione, Dafnomele, ora stratego della vicina Achrida, di sua iniziativa, decise di porre fine all'impasse. Con due soli uomini di scorta, si arrampicò fino alla residenza e si presentò a Ivats. Ivats, ritenendo che Dafnomele non sarebbe venuto da solo se non avesse avuto intenzione di stringere un'alleanza contro Basilio, si appartò con lo stratego in una radura boscosa isolata nei giardini per un colloquio privato. Lì, Dafnomele e i suoi due compagni nascosti si avventarono sul generale bulgaro, lo accecarono e lo portarono al piano superiore del palazzo, tra la folla radunata che era troppo scioccata per reagire. Quando i bulgari si ripresero, si radunarono sotto il palazzo gridando vendetta. Dafnomele, però, si rivolse a loro e riuscì a convincerli dell'inutilità di un'ulteriore resistenza, a deporre le armi e a chiedere il perdono dell'imperatore.
La cattura di Ivats, avvenuta il 15 agosto 1018, pose fine al lungo conflitto tra Bisanzio e la Bulgaria, e, secondo il bizantinista Paul Stephenson, assicurò a Dafnomele, insieme a Niceforo Urano e Niceforo Xifia, la fama di uno dei generali più importanti e di successo nelle guerre bulgare di Basilio II.
In seguito alla sua impresa, Dafnomele fu nominato stratego del thema Dyrrachion da un imperatore riconoscente e ricevette in premio tutte le ricchezze mobili di Ivats. Nel 1029, comunque, fu accusato di aver cospirato con altri importanti governatori dei Balcani per rovesciare l'imperatore Romano III Argiro (r. 1028-1034) a favore del doux Costantino Diogene. Gli accusati furono quindi richiamati a Costantinopoli, picchiati, fatti sfilare lungo via Mese e banditi. Di lui da qui in avanti non si hanno più notizie.